# Kurt Ostlund
Kurt Ostlund (* 18. März 1992 in Vancouver, British Columbia) ist ein kanadischer Schauspieler. In seinen bisherigen Produktionen, darunter die Serie Mr. Young, mit der er den Durchbruch schaffte, stellte er ausschließlich Bullies dar.

## Leben
Ostlund wurde im Frühling 1992 in Vancouver geboren, wo er auch aufwuchs und die dort ansässige St. George’s School von Schulstufe 2 bis 12 besuchte, die er schließlich auch mit seinem letzten Jahr erfolgreich abschloss. Bereits in der Schule nahm der film-, theater- und comedyinteressierte Kurt Ostlund am Theaterprogramm seiner Schule teil, was dazu führte, dass er ein Teil der schulinternen Theaterkompanie The Saints’ Players wurde. Die Theatergruppe, die jährlich um die fünf Main-Stage-Produktionen vorweisen kann, wurde in den ersten Jahren von Ostlund nur als Beobachter und Gasthörer besucht; erst ab der 10. Schulstufe stieg der Schüler auch als permanenter Schauspieler in die Produktionen ein. Dabei wurde er vor allem durch seinen Schauspiellehrer, dem Preisträger eines Gemini Awards, Robert Wisden, unterstützt, der ihm auch den Weg ins Film- und Fernsehgeschäft ebnete. Im Folgejahr nach seiner Aufnahme in die Theaterkompanie nahm er am angesehenen NYU-Tisch-Summer-High-School-Schauspielprogramm in Paris teil, wo er zusätzliche Erfahrung im Schauspielbereich sammelte. Der Schüler, der auch in einigen Schulsportmannschaften aktiv und erfolgreich war, entschied sich in der 11. Schulstufe für seine eigentlich Passion, das Schauspiel. Ab dieser Zeit hatte er auch an sechs Tagen der Woche Theaterproben; im darauffolgenden Jahr, seinem Abschlussjahr, nahm er auch an allen drei Main-Stage-Produktionen der Kompanie teil.
Den Sprung ins Film- und Fernsehgeschäft schaffte er schließlich im Frühling 2010, als er für einen Gastauftritt in einer Episode der Serie Troop – Die Monsterjäger gebucht wurde. Die Episode wurde allerdings erst im Jahre 2011 veröffentlicht; davor bekam er bereits ein größeres Angebot, als er ebenfalls 2010 in den Cast der kanadischen Fernsehserie Mr. Young geholt wurde, wo er fortan die Rolle des Jordan „Slab“ Slabinski übernahm und diese mit Stand November 2013 in 68 verschiedenen Episoden darstellte. Neben den Erfolgen mit Mr. Young folgten für Ostlund auch andere Engagements, wie zum Beispiel in vier Episoden von Level Up im Jahre 2012, wo er den Bully Big Joe, ähnlich seiner Rolle in Mr. Young, darstellte. Seinen ersten Einsatz in einem Spielfilm hatte er ebenfalls im Jahre 2012, als er im Disney-Channel-Original-Movie Monster gegen Mädchen abermals einen Bully spielte. Im Moment (Stand: November 2013) befindet sich ein weiterer Film mit Kurt Ostlund in der Produktion; der Horrorfilm Grace wird voraussichtlich im Jahre 2014 erscheinen.

## Filmografie
Filmauftritte (auch Kurzauftritte)
- 2012: Monster gegen Mädchen (Girl vs. Monster)
- 2014: Grace

Serienauftritte (auch Gast- und Kurzauftritte)
- 2010–2013: Mr. Young (68 Episoden)
- 2011: Troop – Die Monsterjäger (The Troop) (1 Episode)
- 2012: Level Up (4 Episoden)
- 2014: Supernatural (1 Episode)
- 2020: Snowpiercer (2 Episoden)